# Scuppernong

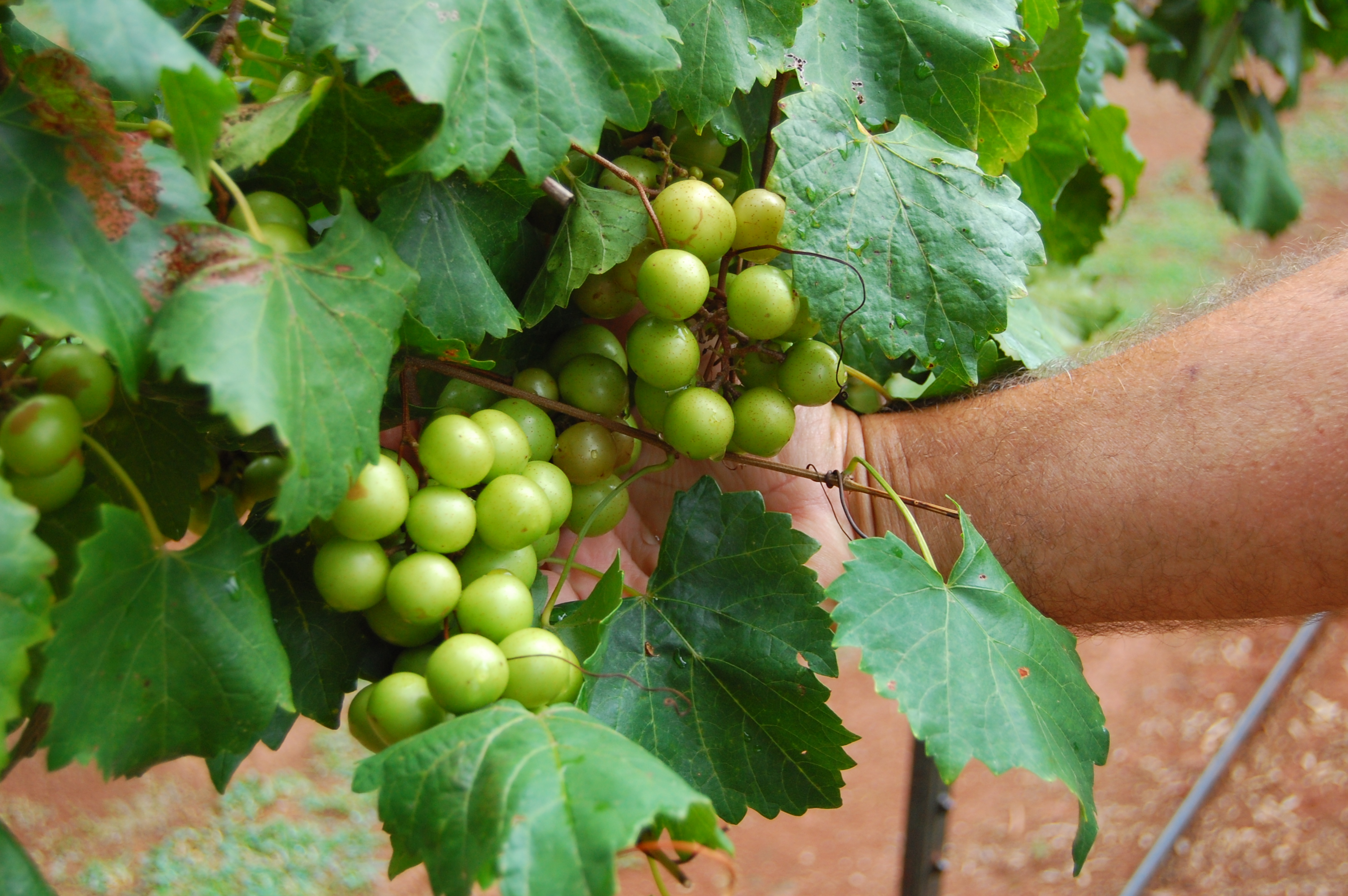
Scuppernong, Triebe und Früchte

Scuppernong bezeichnet eine Sortengruppe der Weinrebenart Vitis rotundifolia, die in den Südstaaten der Vereinigten Staaten beheimatet ist. Im Gegensatz zu den meist dunkelblauen, Muscadins genannten Früchten von Vitis rotundifolia sind die Scuppernong-Früchte heller, üblicherweise grünlich oder bronzefarben und ähneln in ihrem Erscheinungsbild und Beschaffenheit weißen Edeltrauben, sind jedoch runder und etwa 50 Prozent größer als diese. Es wird vermutet, dass es die ersten Trauben waren, die dort kultiviert wurden.
Aus den Früchten lässt sich neben Saft auch Marmelade und Gelee herstellen. Außerdem werden sie auch in North Carolinas Weinbau verwendet. Der aus ihnen hergestellte, süße und oftmals goldgelbe Wein kann gut strukturiert sein. Sein Geschmack unterscheidet sich prägnant von Weinen, die aus der europäischen Weinrebe gewonnen werden.
Der Name erinnert an den Scuppernong River in North Carolina, an dem die Trauben im 17. Jahrhundert erstmals von europäischen Siedlern entdeckt und kultiviert wurden. Erwähnt wurde die Rebsorte jedoch vermutlich bereits von Giovanni da Verrazzano, als er das Tal des Cape Fear River erkundete. Der Name selbst stammt aus der Algonkin-Sprache der amerikanischen Ureinwohner und bedeutet „Lorbeerbaum - sweet bay tree“ (ascopo). Das Wort Ascupernung bedeutet dabei so viel wie der Platz an dem Ascopo wächst und mutierte im 18. Jahrhundert zum heutigen Scuppernong.

## Lokale Bedeutung

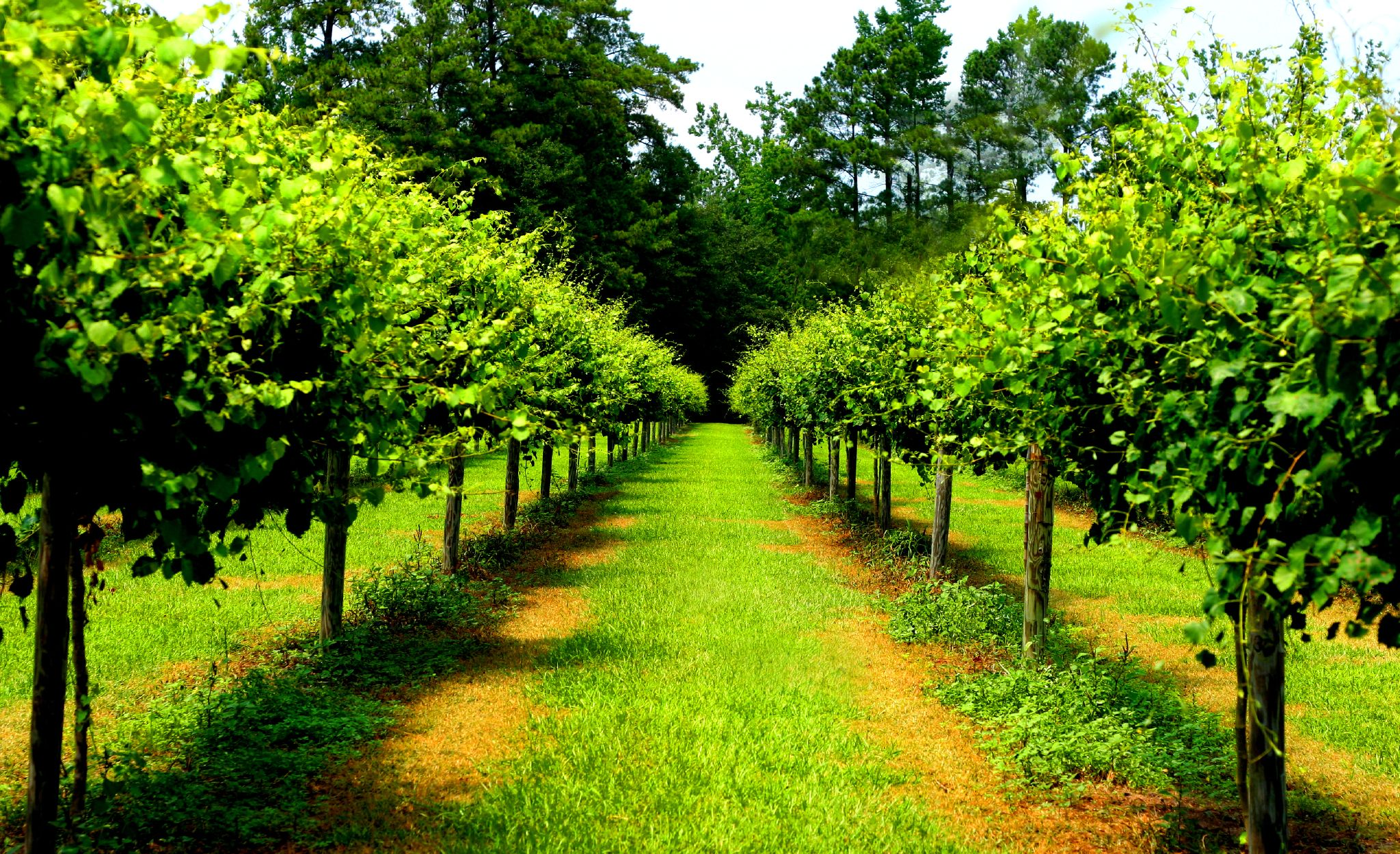
Ein Weingarten mit Scuppernong-Kulturen in North Carolina

Scuppernong-Trauben sind die Staatsfrucht North Carolinas und gehören damit zu den Wahrzeichen des Staates. Sie werden in der Geschichte The Goophered Grapevine (1887) von Charles W. Chesnutt porträtiert und werden auch im Buch To Kill a Mockingbird von Harper Lee erwähnt. Die Rebe wird auch in William Faulkners Roman Absalom, Absalom! als Pflanze erwähnt, unter die sich Colonel Thomas Sutpen und Washington Jones niedersetzen, um zu trinken. In einem Gedicht von Elinor Wylie wird die Traube und ihr Geschmack ebenfalls erwähnt:

The winter will be short, the summer long,

The autumn amber-hued, sunny and hot,

Tasting of cider and of scuppernong;

## Synonyme
Scuppernong ist auch bekannt unter folgenden Namen:
American Muscadine, Big white grape, Bull, Bullace, Bullet, Bullet grape, Green muscadine, Green Scuppernong, Hickman’s grape, Pedee, Roanoke, White muscadine, White Scuppernong, Yellow muscadine.

## Ampelographische Sortenmerkmale
Die Frucht besteht aus vier Teilen: die äußere Haut, das Fruchtfleisch, Kerne und der im Fruchtfleisch gebundene Saft. In jeder Frucht lassen sich mehrere kleine grüne Kerne finden, die im Gegensatz zu dem saftigen, süßen Fruchtfleisch bitter schmecken, sie können aber gegessen werden. Der beliebteste Teil der Traube ist der Saft, der sich überwiegend direkt unterhalb der Haut befindet.
In der Ampelographie wird der Habitus folgendermaßen beschrieben:
- Die Triebspitze ist nur spinnwebig behaart.
- Die kleinen Blätter sind hellgrün, glänzend, dick und ungebuchtet (siehe auch den Artikel Blattform). Die Stielbucht ist V-förmig offen. Das Blatt ist stumpf gezahnt. Die Zähne sind im Vergleich der Rebsorten groß und weit gesetzt.
- Die Traube ist klein und sehr lockerbeerig. Die rundlichen Beeren sind mittelgroß bis groß und von grüngelber bis bronzener Farbe. Die Schale der Beere ist dick. Das Aroma der saftigen Beere ist fein und verfügt über ein aromatisches Bukett mit leichtem Muskatgeschmack.